# وقود M85
وقود M85 هو وقود يتكون من 85% ميثانول و15% بنزين. ويعتبر M85 خليطًا مشابه لوقود E85 الحيوي، إلا أن M85 لا يمكنه تشغيل المركبات المخصصة لتعمل بوقود E85.